# Pterolophiella olivicollis
Pterolophiella olivicollis – gatunek chrząszcza z rodziny kózkowatych i podrodziny zgrzypikowych. Jedyny przedstawiciel rodzaju Pterolophiella.

## Zasięg występowania
Gatunek ten występuje w Demokratycznej Republice Konga.